# 쿠보르던

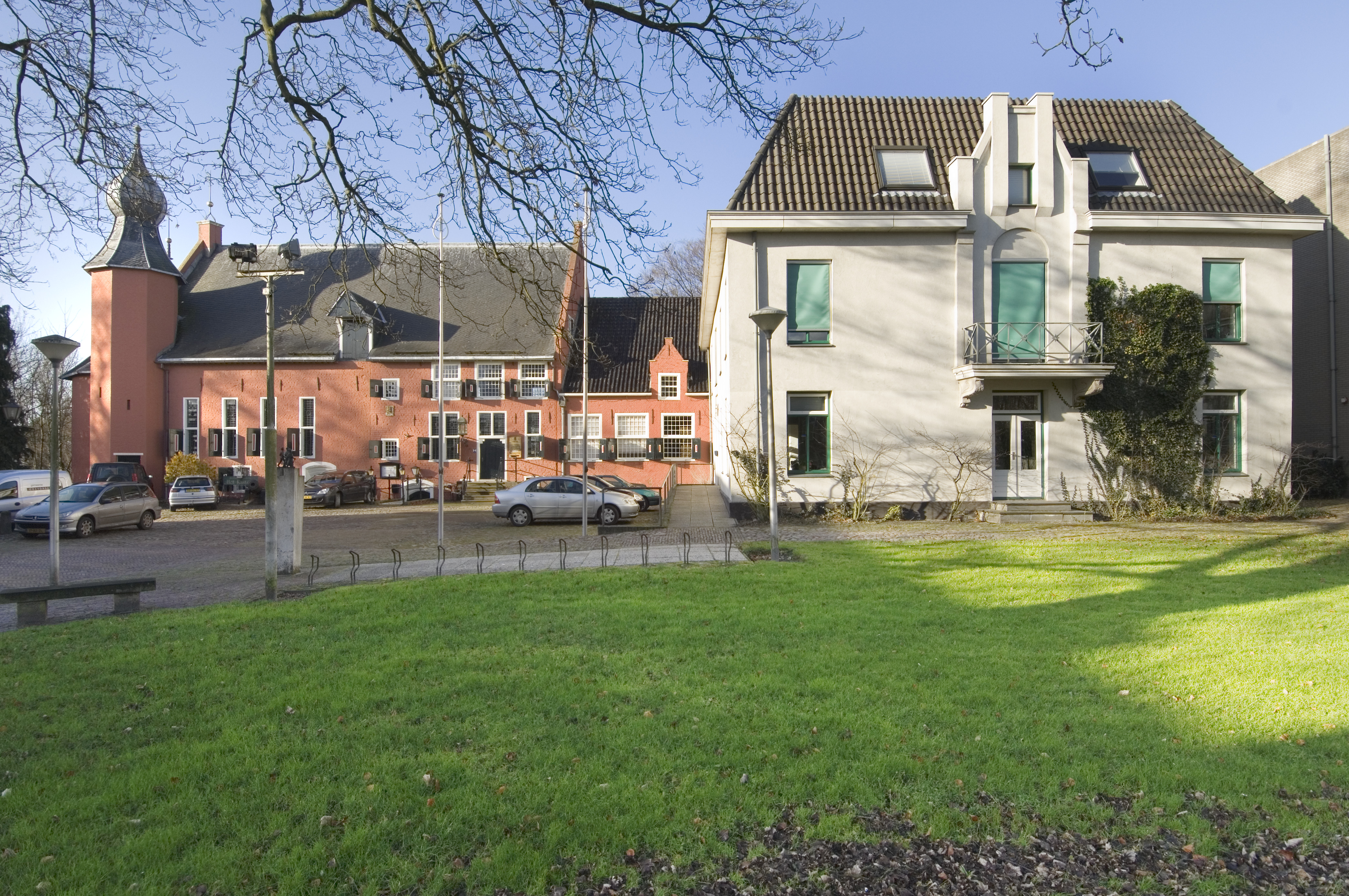
쿠보르던

쿠보르던의 위치

쿠보르던(네덜란드어: Coevorden)은 네덜란드 북동부 드렌터주의 도시로 면적은 299.69km2, 높이는 12m, 인구는 35,639명(2017년 2월 기준), 인구 밀도는 120명/km2이다.

시기
시 문장